# Вікінг-2
Місія «Вікінг-2» — частина американської програми «Вікінг» з вивчення Марса. Як і «Вікінг-1», космічний корабель «Вікінг-2» складався з двох частин: орбітального і спускового апаратів. Спусковий апарат Вікінг-2 працював на поверхні 1281 марсіанську добу і завершив свою роботу 11 квітня 1980 року, коли розрядилися його батареї. Орбітальний апарат пропрацював до 25 липня 1978 року, зробив близько 700 обертів навколо Марса та відправив майже 16 тисяч фотографій.

## Перебіг місії
«Вікінг-2» був запущений 9 вересня 1975. Після запуску за допомогою ракети-носія «Титан-3E-Центавр» опісля 333 дні польоту, ще до виходу на орбіту Марса, «Вікінг-2» вже почав відправляти загальні знімки Марса. 7 серпня 1976 апарат вийшов на орбіту з перицентром 1500 км, апоцентром 33 тис. км і періодом звернення 24,6 годин, яка до 9 серпня була скоригована до орбіти з періодом обертання 27,3 годин, перицентром 1499 км і нахилом 55,2 градусів. Апарат почав фотознімання можливих місць посадки. Вдале місце було вибрано на основі знімків з «Вікінга-1» й «Вікінга-2». Спусковий апарат відокремився від орбітального 3 вересня 1976 року о 22:37:50 UT[джерело?] і приземлився на рівнині Утопія. Передбачалося, що захисний кожух, який з'єднував орбітальний і спускний апарати, після від'єднання останнього буде скинуто, але захисний кожух залишився пристебнутим до орбітального апарата. 30 вересня 1976 року нахил орбіти було збільшено до 75 градусів.

### Орбітальний апарат
Основна місія орбітального апарата закінчилася 5 жовтня 1976 року на початку сонячного з'єднання. Розширена місія почалася 14 грудня 1976 року після з'єднання з Сонцем. 20 грудня 1976 року перицентр був зменшений до 778 км і нахил збільшено до 80 градусів. Роботи включали зближення з Деймосом у жовтні 1977 року і перицентр був зменшений до 300 км, а період обертання змінений на 24 години 23 жовтня 1977 року. На орбітальному апараті були виявлені витоки з силової установки, що скоротили запаси газу що служив для коректування орбіти. Апарат був поміщений на орбіту 302 × 33 тис. км і припинив роботу 25 липня 1978 року, передавши 16 тисяч знімків. Орбітальний апарат зробив близько 700–706 витків навколо Марса.

### Спусковий апарат
Спусковий апарат із захисним лобовим екраном відокремився від орбітального 3 вересня о 19:39:59 UT[джерело?]. У момент відділення орбітальна швидкість становила близько 4 км / с. Після відстикування були запущені реактивні двигуни для забезпечення сходу з орбіти. Через кілька годин на висоті 300 км спускний апарат був переорієнтований для входу в атмосферу. Захисний лобовий екран з вбудованим абляційним тепловим щитом використовувався для аеродинамічного гальмування при проходженні атмосфери. Спусковий апарат приземлився за 200 км від кратера Mie на рівнині Утопія в точці з координатами 48,269 п.ш. 225,990 с.д. на висоті 4,23 км щодо референц-еліпсоїда з екваторіальним радіусом 3397,2 км і стисненням 0,0105 (або 47,967 ° с.ш. 225,737 ° в.д. в ареографічних координатах) о 22:58:20 UT (9:49:05 за локальним марсіанським часом).
Приблизно 22 кг палива були використані при приземленні. Через неправильне розпізнавання радаром каменів і високу відбивну здатність поверхні, двигуни припинили горіти всього за 0,4 секунди до приземлення, внаслідок чого розтріскалася поверхня і піднялася пилюка. Під час приземлення одна з ніг спускового апарата виявилася на камені, нахилена на 8,2 градуса. Камера почала отримувати знімки відразу ж після приземлення.
Спусковий апарат Вікінг-2 пропрацював на поверхні 1281 марсіанський день і вийшов з ладу 11 квітня 1980 року, коли виснажився заряд батарей.

## Результати

### Аналіз ґрунту
Ґрунт нагадував базальтову лаву, що зазнав впливу ерозії. Тестові зразки ґрунту містили в надлишку кремній і залізо, а також в значній кількості — магній, алюміній, кальцій, титан. Були виявлені сліди стронцію та ітрію. Кількість калію виявилася в 5 разів меншою середнього показника в земній корі. Деякі хімічні речовини ґрунту містили сірку і хлор, подібні до речовин, що утворюються після випаровування морської води. Вміст сірки у верхніх шарах кори був більшим, ніж у зразках, взятих глибше. Можливі сполуки сірки — сульфати натрію, магнію, кальцію і заліза. Ймовірно також наявність сульфіду заліза. І «Спіріт» і «Оппортьюніті» виявили сульфати на Марсі. «Оппортьюніті» (що здійснив посадку в 2004 році, маючи сучасне обладнання) знайшов сульфати магнію та кальцію на плато Меридіана. Мінеральна модель, заснована на результатах хімічного аналізу, показує, що ґрунт може бути сумішшю близько 80% залізистої глини, близько 10% сульфату магнію (кайзер?), Близько 5% карбонату (кальцит) і близько 5% залізних руд (гематит, магнетит, ґетит). Ці мінерали є типовими продуктами ерозії темних магматичних гірських порід. Всі зразки були нагріті в газовому хроматографі / мас-спектрометрі (GCMS) і виділили воду в кількості близько 1%. Дослідження за допомогою магнітів на борту апарата показали, що в ґрунті міститься від 3 до 7% магнітних матеріалів за вагою. Серед цих речовин можуть бути магнетит і маггеміт, які ймовірно утворилися внаслідок ерозії базальтових порід. Експерименти, проведені марсоходом «Спіріт» (здійснив посадку в 2004 році) показали, що магнетит може пояснити магнітні властивості пилу й ґрунту Марса. Найбільш магнітні зразки ґрунту виявилися темними, як і сам магнетит, що має дуже темний колір.

## Зображення

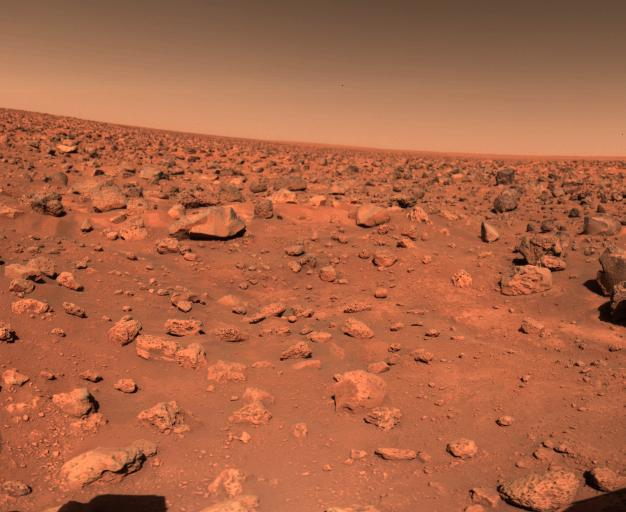
Перше кольорове зображення передане спусковим апаратом
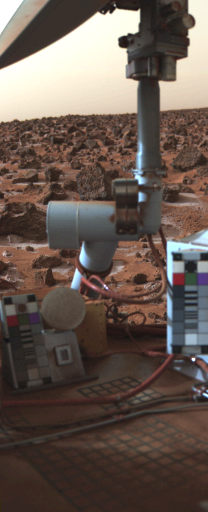
Сніг на Марсі
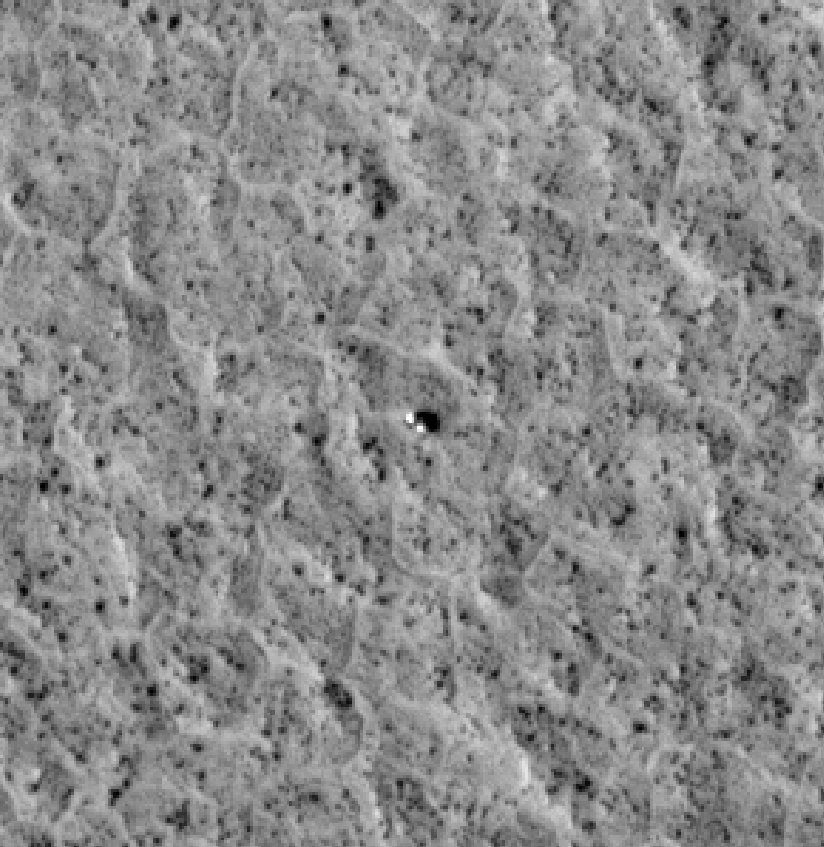
Фотографія спускного апарата отримана з супутника Mars Reconnaissance Orbiter в грудні 2006
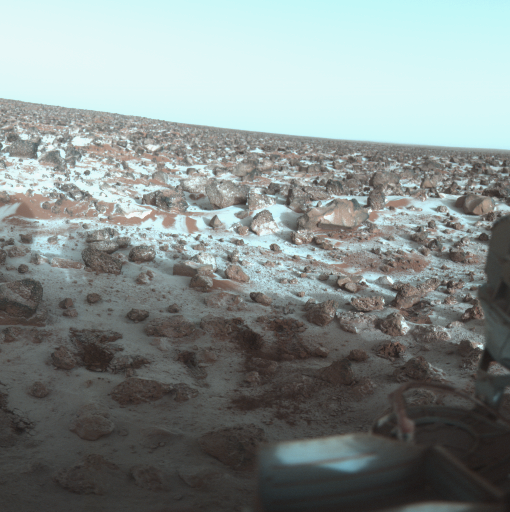
Frost at the landing site